# The Moon-Spinners
The Moon- Spinners  (Brasil: O Segredo das Esmeraldas Negras ) é um filme britânico, produzido em 1964, pelos estúdios Disney, de aventura, dirigido por James Neilson, roteirizado por Michael Dyne, baseado no livro The moon-spinners de Mary Stewart, música de Ron Grainer.

## Sinopse
- Na ilha de Creta, jovem em férias, conhece um rapaz, que a leva a uma série de aventuras, envolvendo contrabando de jóias.

## Elenco
- Hayley Mills ....... Nikky Ferris
- Eli Wallach ....... Stratos
- Peter McEnery ....... Mark Camford
- Pola Negri ...... Madame Habib
- Joan Greenwood ....... tia Frances Ferris
- Irene Papas ....... Sophia
- John Le Mesurier ....... Anthony Gamble
- Paul Stassino ....... Lambis
- Sheila Hancock ....... Cynthia Gamble
- Michael Davis ....... Alexis
- André Morell ....... capitão do iate (como Andre Morell)
- George Pastell	 ……. tenente de polícia
- Tutte Lemkow	 ……. Orestes